# Бережа (озеро, Браславский район)
Бере́жа, Береже (бел. Бярэ́жа) — озеро в Браславском районе Витебской области Белоруссии.
Озеро Бережа входит в число Браславских озёр, расположено на северо-западной окраине города Браслав.
Площадь 1,93 км². Наибольшая глубина 8,2 м, длина 2,2 км, максимальная ширина 1,4 км. Длина береговой линии 6,4 км, объём воды 7,8 млн м³. Площадь водосбора 11,6 км²
Озеро принадлежит бассейну реки Друйка. Склоны котловины высотой 2-7 м, распаханные, западные покрыты лесом. Берега в основном низкие, однако восточный берег высокий и песчаный. Дно песчаное, местами сапропелистое. Озеро зарастает, ширина полосы прибрежной растительности 200—300 м. Соединено протоками с соседними озёрами Святцо, Загноек и Ельно.